# 12. armada (Avstro-Ogrska)
Za druge 12. armade glejte 12. armada.
12. armada je bila armada avstro-ogrske skupne vojske med prvo svetovno vojno.

## Vodstvo
Poveljniki
- general konjenice nadvojvoda Karl Avstrijski: april - avgust 1916